# Parque nacional Humedales Xixi
El Parque nacional Humedales Xixi (en chino:西溪国家湿地公园) es el primer y único parque nacional de humedales ubicado en China, en la parte oeste de Hangzhou, provincia de Zhejiang, que posee un total de 1150 hectáreas (2800 acres). El parque está densamente surcado por seis cursos de agua principales, entre los que se encuentran dispersos varios lagos, estanques y pantanos.
Los humedales de Xixi tienen una historia de más de 1800 años y un abundante patrimonio cultural. Es el sitio original donde se localizaba la Ópera del Sur China, además cuenta con un concurso de Botes Dragón tradicional y existe una producción de Seda.

## Sitio Ramsar
El sitio Ramsar humedales de Hangzhou Xixi (número 1867) se encuentra dentro del parque nacional. Con una extensión de 325 ha, se creó en 2009. Se trata de un complejo de lagunas permanentes conectadas por canales y ríos representativo de un humedal creado simultáneamente por el ser humano y la naturaleza. Las lagunas están dominadas por plantas flotantes de las comunidades Azolla imbricata (un helecho de agua), Salvinia natans (musgo o helecho flotante) y Lemna minor, mientras que una serie de turberas herbáceas conectan el río y las lagunas.
Hay unas 126 especies de aves en la zona, incluidas 28 aves acuáticas. El sitio es importante para nueve especies amenazadas de aves y alberga una gran diversidad de peces, incluidas cinco especies amenazadas. El agua de las lagunas se gestiona por los canales y las esclusas, que controlan las inundaciones y el hábitat de los peces, además de regular las crecidas y el agua que se utiliza en la ciudad de Hangzhou, con dos mil años de historia.
En los últimos mil años se ha desarrollado una cultura del agua que combina estanques para peces y la cría de gusanos de la seda con las moreras. El templo sagrado Nieve otoñal es visitado por 720.000 personas al año y es un importante centro de educación de los humedales. Se encuentra en al Distrito de los Lagos Occidentales.